# Heinrich Karl Nicklisch
Heinrich Karl Nicklisch (19 de julio de 1876 en Tettau; † 28 de abril de 1946 en Berlín) fue un profesor alemán durante la época de desarrollo de la administración de empresas en Alemania.

## Vida
Nicklisch nació en una granja en Tettau, en lo que hoy es el sur de Brandeburgo. Debido a que, como hijo menor, no podía hacerse cargo de la granja de su padre, asistió a un seminario de maestros. Junto con Eugen Schmalenbach y Fritz Schmidt, fue uno de los primeros estudiantes de la recién fundada Escuela Superior de Comercio de Leipzig en 1898, donde obtuvo el título de Diplom-Handelslehrer (equivalente actual a la Licenciatura en Administración de Empresas). En 1903 se doctoró en Tübingen y luego regresó a la práctica. En 1910 fue nombrado profesor ordinario de Economía Individual en la Escuela Superior de Comercio de Mannheim, hoy Universidad de Mannheim. En 1921, aceptó una cátedra en la Escuela Superior de Comercio de Berlín, donde se convirtió en rector un año después. Desde muy temprano, Nicklisch se puso a disposición del régimen nacional socialista. Creía que el programa nazi confirmaba sus ideas sobre la comunidad empresarial, la actividad empresarial como servicio a la comunidad y la relevancia de los valores en la ciencia. "Después del final de la guerra, Nicklisch perdió su posición debido a su afiliación política". Su tumba se encuentra en el Südwestkirchhof Stahnsdorf.
Fue miembro de los RSC-Corps Hermunduria Leipzig y Hansea Mannheim.
El 19 de julio de 2009 se inauguró una placa conmemorativa de bronce en la casa donde nació Nicklisch en Tettau, en presencia de sus nietos.

## Contribuciones
En 1920, Nicklisch escribió su obra más importante, el libro "Der Weg aufwärts" Organización. A partir de 1951, con la publicación de los Principios de la Administración de Empresas de Erich Gutenberg: La Producción, la influencia de Nicklisch en la administración de empresas disminuyó drásticamente. Hoy en día, se reconoce el mérito de Nicklisch en su intento de desarrollar un diseño de sistema para la administración de empresas basado en las leyes de la cooperación humana en la empresa. Quería alejarse de la administración de empresas como una enseñanza orientada al lucro hacia una administración de empresas ética y normativa.

## Obra
- Handelsbilanz und Wirtschaftsbilanz. Nationalökonomische Studien. Ochs, Magdeburgo 1903 (Reimpresión Auvermann, Glashütten i. Ts. 1972).
- Kartellbetrieb. Poeschel, Leipzig 1909.
- Die Entwicklung der Handelswissenschaften an den Handelshochschulen. Discurso inaugural del semestre de invierno 1911/12. Poeschel, Leipzig 1911.
- Der Weg aufwärts! Organización. Versuch einer Grundlegung. Proeschel, Stuttgart 1920 (2ª edición revisada y ampliada, 1922).
- Die Betriebswirtschaft. 7ª edición, Stuttgart 1932 (Reimpresión Auvermann, Glashütten i. Ts. 1972).
- Neue deutsche Wirtschaftsführung. Proeschel, Stuttgart 1933.
- Die Lenkung der Wirtschaft. Proeschel, Stuttgart 1935.
- Die betriebswirtschaftliche Problematik der Kriegsfinanzierung: Preise und Kriegsfinanzbedarf [Probleme der Kriegsfinanzierung. Vorträge … 1940]. En: Weltwirtschaftliches Archiv. 51 (1940),3 p. 553–569.